# Ноезис
Ноезис (ноесис) (грец. νόησις — «мислення»; прик. «ноетичний») — в феноменології Е. Гуссерля поняття, що означає реальний зміст переживання свідомості, тобто само переживання, взяте як таке — не пов'язане з трансцендентною до нього реальністю. Ноезис протиставляється ноемі, що є його інтенціональним корелятом.
Ноезис виявляється в складі переживання за допомогою феноменологічної редукції.
В основі ноезису лежать гілетичні компоненти свідомості, які відносяться до реального складу переживань.

## Поняття ноезиса
Розглядаючи саме переживання (тобто переживання в його реальному складі), ми ніби відволікаємося від його змісту — від того, що воно вказує на якийсь інтенціональний предмет (реальний чи ідеальний — на існуючу в просторі річ чи на ідеальну сутність), і беремо його тільки як позбавлену глибини, ні до чого не відсилаючу картинку, що пливе в свідомості. Ноезис — це те, що залишилось би, якщо б не було буття, а була тільки свідомість: за переживаннями свідомості нічого не стояло б — ні реальні речі, що існують у просторі, ні ідеальні сутності. Залишилось би тільки подоба сну, в якому образи не значать нічого поверх того, що вони є.
Оскільки ноезис виявляється в установці феноменологічної редукції, ноези беруться як сутності, а не як конкретні факти свідомості, і при цьому як ті, що знаходяться в чистій свідомості, а не в свідомості емпіричного суб'єкта. Таким чином, ноезис — це «повна конкретна сутність (інтенціонального) переживання».
Ноезис надбудовується над гілетичним шаром свідомості — відчуттями (біль, доторк, лоскотання, колір тощо) — які самі по собі не є інтенціональними переживаннями, але представляють лише матеріал для них, чуттєву матерію для інтенціональної форми. Це фізичні феномени по Брентано (на відміну від психічних — інтенціональних). Допустимо, що ми дивимось на червону кулю. В гілетичному шарі свідомості її червоний колір сприймається в нюансуванні, тобто в змінах відтінків, що викликані нашим переміщенням відносно кулі, перепадами освітленості тощо; в ноезисі гілетичний шар свідомості «одушевляється», наділяеться змістом; в ноемі, точно так як і в звичайній установці (до проведення феноменологічної редукції), колір вже сприймається як єдиний, визначений червоний колір, що належить не свідомості, а трансцендентному предмету (хоча і даному в свідомості). Цей фіксований колір речі і належні йому нюансні кольори співвідносяться як «єдність» і неперервне «багатоманіття»". «Одушевлення» гілетичного шару відбувається завдяки впливу на ноезис з сторони ноеми: «…Гілетичні данності (Stoffe) „вставляються“ в ноезис тілько завдяки „Anffassungen“, розумінню, наданню змісту, що витікає з предметного змісту, тобто ядра ноеми».
, «реальні компоненти феноменологічно чистого переживання»..